# Канцурове
Канцурове — село Долинської сільської громади у Подільського району Одеської області. Населення становить 45 осіб.
На деяких картографічних ресурсах помилково позначене як Концурове.

## Населення
За переписом населення України 2001 року в селі мешкало 45 осіб.

### Мова
Розподіл населення за рідною мовою за даними перепису 2001 року:
| Мова       | Відсоток |
| ---------- | -------- |
| українська | 95,56 %  |
| румунська  | 4,44 %   |